# Federico Zani
Federico Zani (Parma, 9 aprile 1989) è un giocatore e allenatore italiano di rugby a 15; milita, come pilone o tallonatore, nel Benetton della cui sezione femminile, le Red Panthers, è allenatore.

## Biografia
Formatosi a Colorno e contemporaneamente pilone in Eccellenza nelle file del GranDucato, dopo un triennio al CUS Verona e un passaggio al Petrarca, Zani approdò nel 2015 a Mogliano forte dell'esperienza internazionale nella Tbilisi Cup disputata con l'Italia A.
Nella cittadina veneta divenne anche permit player del Benetton con cui debuttò in Pro12 in quella stessa stagione per poi divenirne elemento fisso a partire dalla stagione successiva.
Debuttò in nazionale il 10 giugno 2017 a Singapore contro la Scozia, venendo impiegato poi per tutti gli impegni internazionali in quell'anno; dopo un intermezzo nel 2018 in cui fu impiegato solo una volta nei test match di fine stagione, è entrato a far parte della rosa dei convocati alla Coppa del Mondo 2019 in Giappone.
Tecnico delle giovanili del Benetton, dal 2022 è anche allenatore della squadra femminile del club, le Red Panthers.
È sposato con Alessia Pantarotto, anch'essa rugbista internazionale che milita a Treviso.